# Martin Fraisl
Martin Fraisl (ur. 10 maja 1993 w Wiedniu) – austriacki piłkarz występujący na pozycji bramkarza w duńskim klubie Midtjylland. Wychowanek Sportunion Wolfsbach, w trakcie swojej kariery grał także w takich zespołach, jak Sierning, Wiener, Wiener Neustädter, Floridsdorfer AC, Botoșani, Sandhausen, ADO Den Haag, Schalke 04 oraz Arminia Bielefeld.